# Vila Ignáce Briesse
Vila Ignáce Briesse je sídelní vila v Olomouci, která byla postavena v roce 1896 v historizujícím neogotickém slohu na tehdy Sadové, dnes Vídeňské ulici. Šlo o místo, kde byly zbořeny městské hradby a mezi historickým centrem města a parkovým okruhem postupně vznikl jeden z nejvýznamnějších souborů historizující architektury na Moravě.

## Historie
Výstavbu vily zadal majetný sladovnický podnikatel a majitel sladovny v Pavlovičkách Ignác Briess. Architektem byl Jakob Gartner a stavební práce vedl Johann Aulegk. Stejní autoři provedli zhotovení ještě čtyř dalších v řadě stojících historizujících vil: nárožní vilu Eduarda Hamburgera, vilu Josepha Bermanna, vilu Ignácova bratrance a obchodního partnera Wilhelma Briesse a o něco dále stojící vilu Hanse Passingera. Všechny jmenované muže taktéž pojil židovský původ a často též obchodní spolupráce. Na pozemku stavby se nachází též studna. Po druhé světové válce byla celá vila rozdělena na celkem tři bytové jednotky.

## Popis
Vila v neogotickém slohu je druhou největší (po Hamburgerově) vilou souboru. Jedná se o výrazně hmotově členěný objekt na složitém půdorysu, jemuž dominuje schodišťová věž a tři převýšené štíty směřující každý na jinou světovou stranu. Objekt je dále členěn arkýři, lodžiemi a terasami. Cennou součástí objektu jsou uměleckořemeslné prvky střechy, fasády a plotu.

## Památková ochrana
Stavba je v ochranném pásmu městské památkové rezervace v Olomouci. Vila byla navržena v roce 2013 k prohlášení kulturní památkou, ale v roce 2014 bylo Ministerstvem kultury České republiky vydáno rozhodnutí o neprohlášení památkou zejména z důvodu nedostatečného zachování interiérů. Uměleckohistorická hodnota objektu byla z velké části rehabilitována při poslední rekonstrukci v letech 2018–2019.

## Fotogalerie

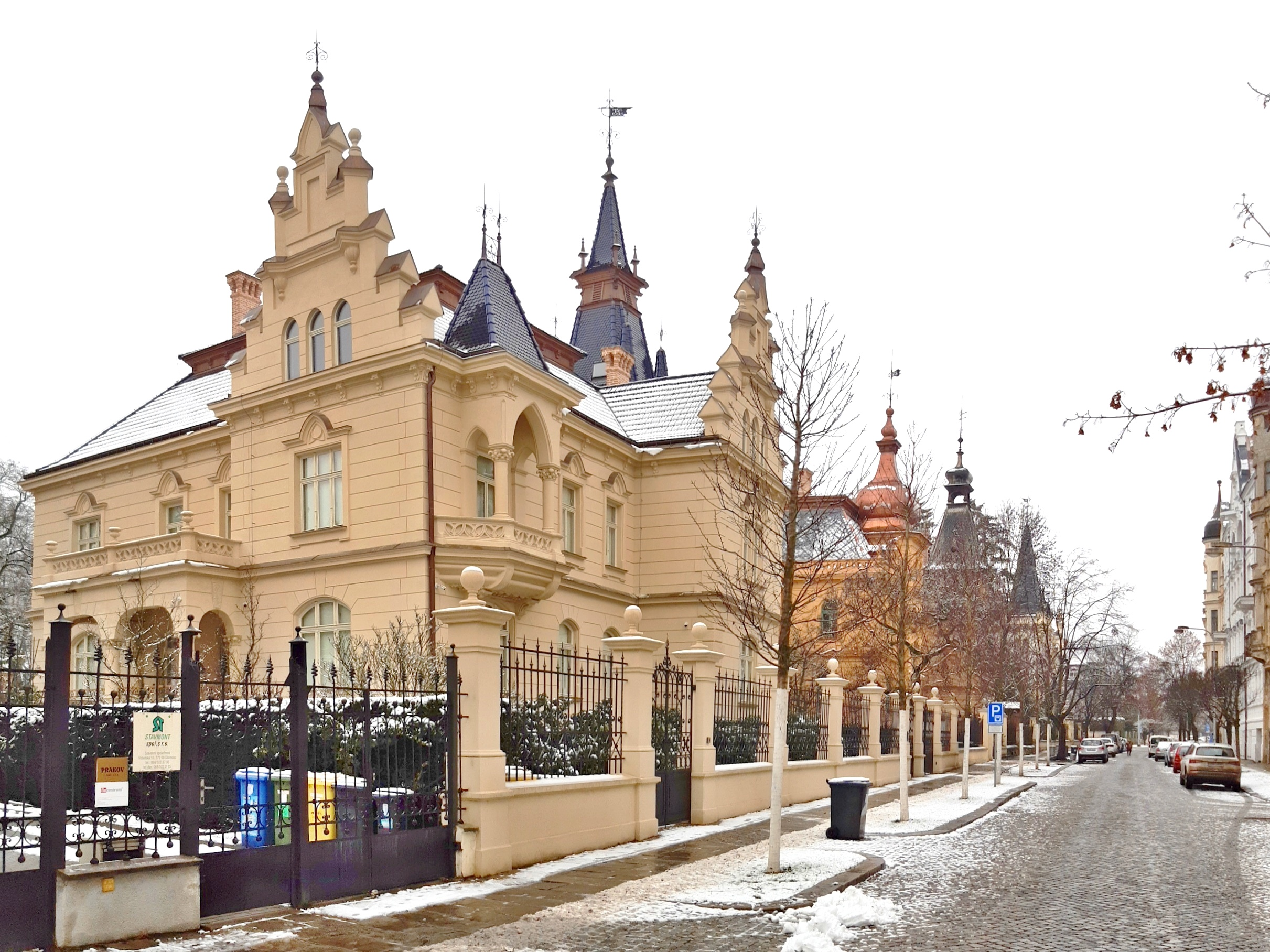
Vídeňská ulice s vilami od Jakoba Gartnera, v popředí vila Ignáce Briesse
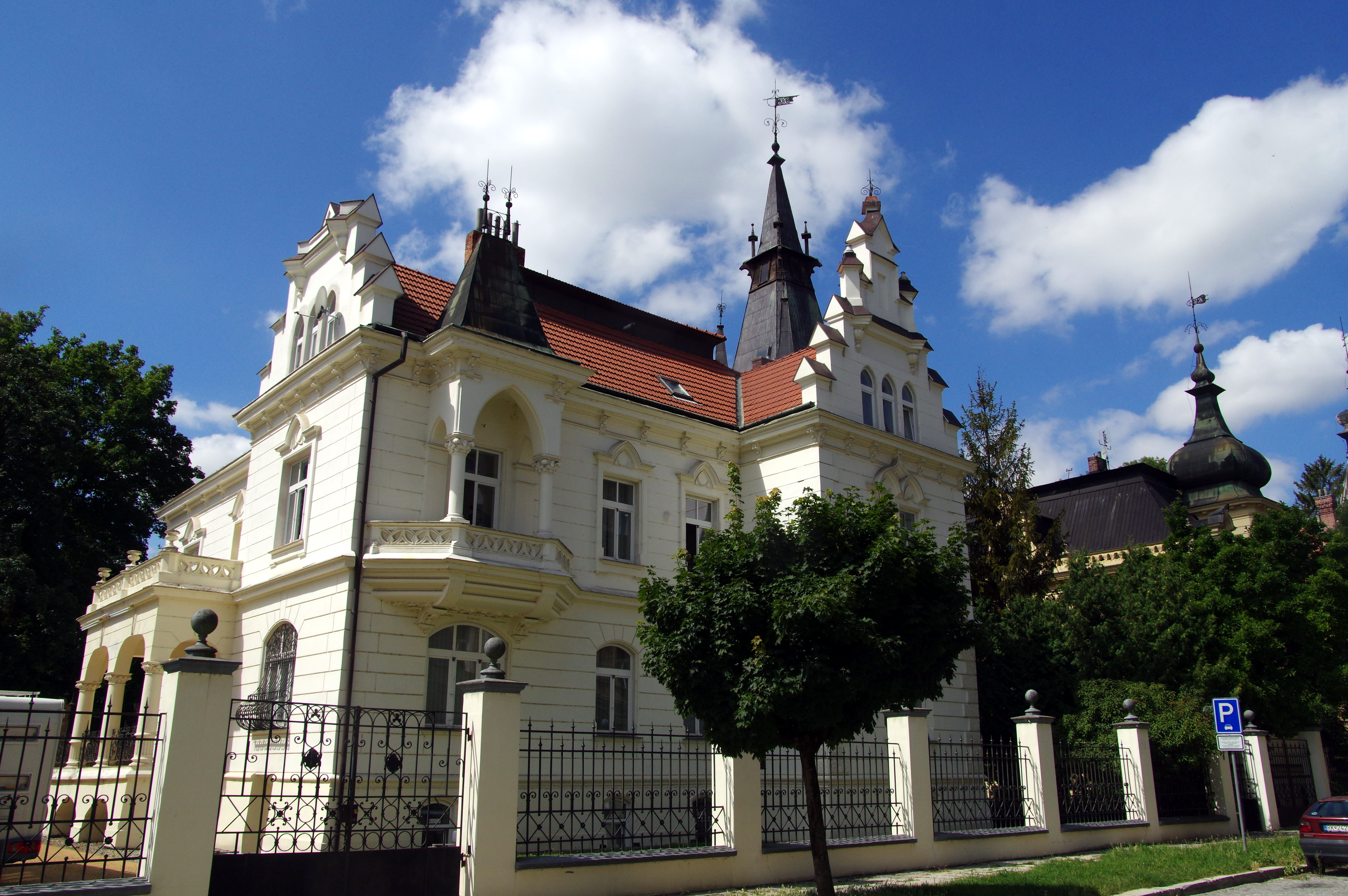
Vila před poslední rekonstrukcí
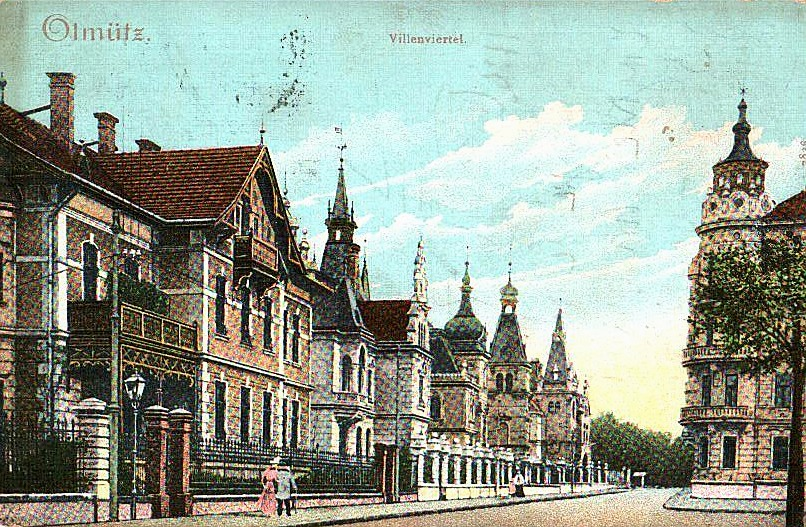
Vila Ignáce Briesse (druhá zleva) na dobové pohlednici